# Majorisation
En mathématiques, on désigne par majorisation un certain préordre sur les éléments de l'espace vectoriel {\displaystyle \mathbb {R} ^{d}} de dimension d sur les nombres réels. Ce préordre a de nombreuses applications dans diverses branches des mathématiques.

## Définition
Pour un vecteur {\displaystyle y\in \mathbb {R} ^{d}}, on note {\displaystyle y^{\downarrow }} le vecteur de {\displaystyle \mathbb {R} ^{d}} qui a les mêmes composantes, mais rangées en ordre décroissant. Par exemple, {\displaystyle (2,5,3,2)^{\downarrow }=(5,3,2,2)}. 
Soient x et y deux vecteurs de {\displaystyle \mathbb {R} ^{d}}. On dit que y majorise ou domine x, et l'on note {\displaystyle y\succ x}, ou encore {\displaystyle x\prec y}, si
{\displaystyle \sum _{i=1}^{k}y_{i}^{\downarrow }\geq \sum _{i=1}^{k}x_{i}^{\downarrow }}
pour {\displaystyle k=1,\dots ,d-1} et de plus
{\displaystyle \sum _{i=1}^{d}y_{i}=\sum _{i=1}^{d}x_{i}.}
Par définition, la majorisation ne dépend pas de l’ordre des composantes des deux vecteurs, et ce n'est donc pas une relation d'ordre, puisque {\displaystyle y\succ x} et {\displaystyle x\succ y} n'implique pas que y = x, mais seulement que {\displaystyle y^{\downarrow }=x^{\downarrow }}.
Une fonction {\displaystyle f:\mathbb {R} ^{d}\to \mathbb {R} } est dite convexe au sens de Schur si {\displaystyle y\succ x} implique {\displaystyle f(y)\geq f(x)}.
La majorisation, comme définie ici, peut être étendue en un ordre appelé ordre de Lorenz, qui est un ordre partiel sur des fonctions de répartition.

## Exemples
- Comme l'ordre des entrées n'influe par sur la majorisation, on a {\displaystyle (1,2)\prec (0,3)} tout comme {\displaystyle (2,1)\prec (3,0)}.
- De même, {\displaystyle (1,2,3)\prec (0,3,3)\prec (0,0,6)}.
- Plus intéressante est la séquence suivante de vecteurs de {\displaystyle \mathbb {R} ^{d}} :{\displaystyle \left({\frac {1}{d}},\ldots ,{\frac {1}{d}}\right)\prec \left({\frac {1}{d-1}},\ldots ,{\frac {1}{d-1}},0\right)\prec \cdots \prec \left({\frac {1}{2}},{\frac {1}{2}},0,\ldots ,0\right)\prec \left(1,0,\ldots ,0\right).}

## Conditions équivalentes

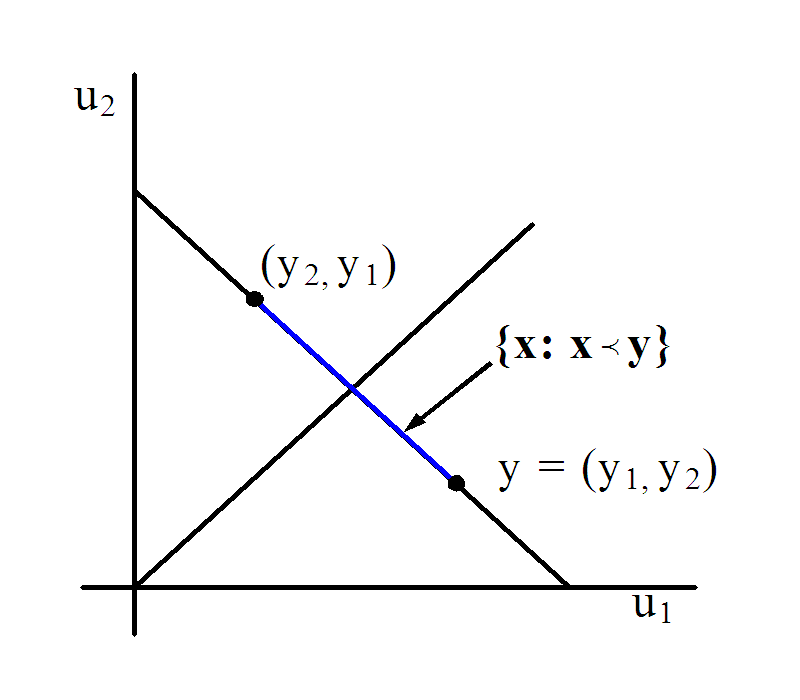
Figure 1. Exemple de majorisation dans le plan.

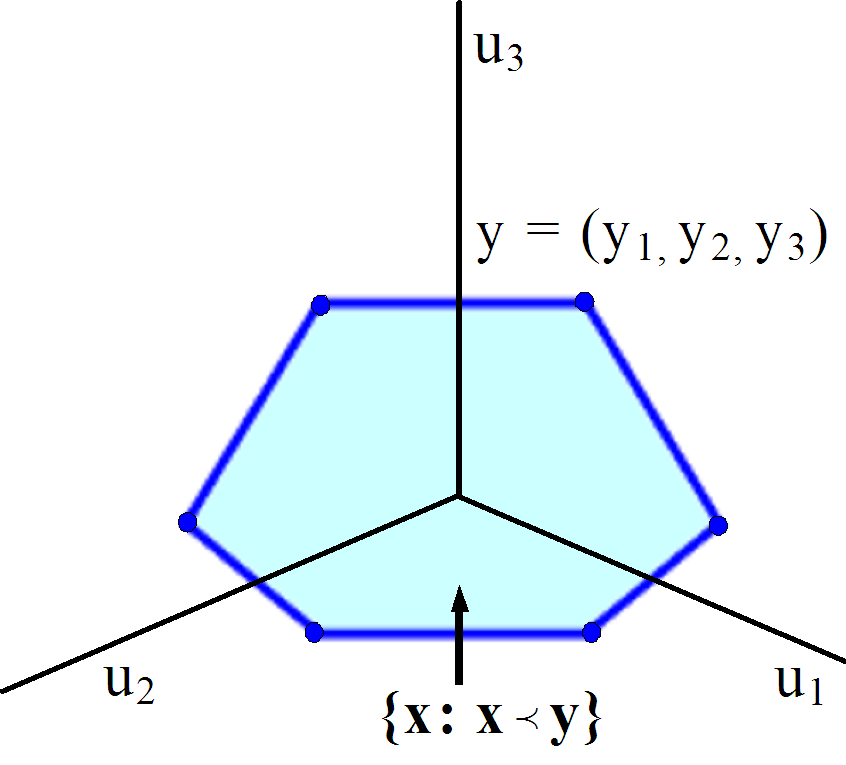
Figure 2. Exemple de majorisation dans l'espace.

Pour {\displaystyle x,y\in \mathbb {R} ^{d}}, les propriétés suivantes sont équivalentes à {\displaystyle y\succ x}.
- Il existe une suite finie de vecteurs dont le premier est y, le dernier est x et le successeur b de chaque vecteur a est une combinaison convexe de a et de l'un de ses transposés, ce qui revient à dire qu'on passe de a à b par un « transfert de Robin des Bois[2],[3] » : en ne modifiant que deux composantes u ≤ v, augmentant u d'au plus v – u et diminuant v d'autant.
- x est dans l'enveloppe convexe de tous les vecteurs obtenus en permutant les coordonnées de y, c'est-à-dire des d! vecteurs{\displaystyle (y_{\sigma (1)},\ldots ,y_{\sigma (d)}),}où σ parcourt le groupe symétrique Sd.
La figure 1 montre l'enveloppe convexe, en bleu, pour le vecteur y = (3, 1) ; c'est le segment de droite joignant (3, 1) à (1, 3). Parmi tous les vecteurs x sur ce segment, celui pour lequel la première composante de {\displaystyle x^{\downarrow }} est la plus petite est le vecteur x = (2, 2). La figure 2 montre une enveloppe convexe en 3D, qui est ici un polygone plan. Son centre est le « plus petit » vecteur x tel que {\displaystyle x\prec y}.
- On a x = Ay pour une matrice bistochastique A[4].
- Pour toute fonction convexe {\displaystyle h:\mathbb {R} \to \mathbb {R} }, on a[5]{\displaystyle \sum _{i=1}^{d}h(y_{i})\geq \sum _{i=1}^{d}h(x_{i})} (inégalité de Karamata (en)).
- Pour tout nombre réel {\displaystyle t}, on a {\displaystyle \sum _{j=1}^{d}|y_{j}-t|\geq \sum _{j=1}^{d}|x_{j}-t|}[6].
- Il existe une matrice hermitienne dont l'« ensemble » des valeurs propres est y et la suite des entrées diagonales est x (théorème de Schur-Horn).

## Emploi du terme dans d'autres contextes
- Si H et H' sont deux matrices hermitiennes, on dit que H majorise H' si l'ensemble des valeurs propres de H majorise celui de H'.
- Étant donné deux suites d'entiers naturels {\displaystyle f,g:\mathbb {N} \to \mathbb {N} }, on dit que f majorise g si f(k) ≥ g(k) pour tout k. Si l'on a seulement f(k) ≥ g(k) pour tout k > n pour un certain n, on dit que f majorise ultimement[réf. souhaitée] g.
- Diverses autres applications et généralisations sont discutées dans l'ouvrage de référence Marshall, Olkin et Arnold 2011.